# Urs Bühler (Unternehmer)
Urs Felix Bühler (* 1943 in Uzwil; heimatberechtigt in Uzwil und Hombrechtikon; † 1. August 2025) war ein Schweizer Unternehmer aus der Unternehmerfamilie Bühler.

## Leben
Urs Bühler ist der Sohn von René Bühler und Madeleine Robert-dit-Rose. Er wuchs in Uzwil auf und besuchte die Kantonsschule am Burggraben in St. Gallen. Es folgte das Studium des Maschinenbaus an der ETH Zürich, welches er als Diplommaschineningenieur ETH abschloss.
Bühler wurde 1975 in die Geschäftsführung der Bühler AG in Uzwil SG aufgenommen. Er verantwortete am Stammsitz die Produkteentwicklung und den Verkauf. Anschliessend führte er von 1980 bis 1985 die deutsche Tochterfirma Bühler GmbH in Braunschweig. Bereits 1981 nahm er Einsitz in den Verwaltungsrat der Familienfirma in Uzwil. Als sein Vater sich aus der Firma zurückzog, wurde er 1986 Geschäftsführer (CEO) der Gesamtfirma und 1990 Alleinbesitzer des Unternehmens nachdem sein Cousin Hanspeter Bühler aus der Firma ausschied. Zusätzlich übernahm er 1994 das Präsidium des Verwaltungsrates. Erstmals in der Firmengeschichte übergab er 2001 die Geschäftsführung an eine Person von ausserhalb der Familie, Calvin Grieder wurde CEO. Über diesen Ablöseprozess und den Weiterbestand der Familienfirma äusserte sich Bühler in einem Interview. Bühler blieb bis 2014 Verwaltungsratspräsident. Zu diesem Zeitpunkt produzierte das in über 140 Ländern tätige Unternehmen an neun Standorten. Weltweit beschäftigte die Bühler AG 2014 über 10'000 Mitarbeitende.
Als Nebenbeschäftigung widmete sich Bühler dem Pferdesport, insbesondere dem Military, und später der Tätigkeit als Tierheilpraktiker, wozu er eine Ausbildung als Tierkinesiologe absolvierte. In der Folge gründete er das Tiergesundheitszentrums Health Balance in Niederuzwil. Er starb am 1. August 2025 im Alter von 82 Jahren.

## Weitere Tätigkeiten
- Mitglied des Stiftungsrates der Stiftung zur Förderung des Studiengangs Master in Law and Economics an der Universität St. Gallen, St. Gallen
- ehemaliger Verwaltungsratspräsident der Bühler Trias AG, Uzwil
- Verwaltungsratspräsident der Bühler-Immo AG, Uzwil
- Uze AG, seit 1892 ostschweizerische Immobilienfirma im Besitz der Familie Bühler, Uzwil.[7]
- Gründer des Urs Bühler Innovation Fund (UBIF AG), Uzwil.[2]
- Verwaltungsrat Schweizerischer Bankverein, Sulzer-Konzern, Winterthur-Versicherungen[1]
- 30 Jahre lang Mitglied Vorstand des Branchenverbands Swissmem[1]

## Privat
Bühler war mit Marisa Polanec in zweiter Ehe verheiratet. Er hinterliess drei Töchter aus erster Ehe, an welche der Firmenbesitz übertragen wurde.